# 59425 Xuyangsheng
59425 Xuyangsheng este o planetă minoră (asteroid), cu un diametru de 3,413 km, din centura de asteroizi. A fost descoperită pe 7 aprilie 1999 la Xinglong Station⁠(d) de Beijing Schmidt CCD Asteroid Program⁠(d). 
Obiectul prezintă o orbită caracterizată de o semiaxă mare de 2,4020854686156 UAi, o excentricitate de 0,11, o înclinație de 1,7 ° în raport cu ecliptica.